# Castilleja raupii
Castilleja raupii är en snyltrotsväxtart som beskrevs av Francis Whittier Pennell. Castilleja raupii ingår i släktet målarborstar, och familjen snyltrotsväxter. Inga underarter finns listade i Catalogue of Life.